# Surinaamsche Immigranten Vereniging
De Surinaamsche Immigranten Vereniging (SIV) was een vereniging die in 1910 werd opgericht in Suriname. De vereniging had het doel om de belangen te behartigen van met name de Hindoestaanse contractarbeiders in Suriname.
In 1916 bekommerde ze zich om een voornemen van de Britse regering om emigratie via contractarbeid te verbieden, door bij de Britse regering aandacht te vestigen op de nadelen die een dergelijke wet voor Hindoestanen in Suriname zou hebben.
In 1920 werd een missie naar India ondernomen om de immigratie naar Suriname te bevorderen. De migratie van Hindoestanen naar Suriname was toen drie jaar eerder afgeschaft. Tegen de achtergrond speelde ook een tekort aan Hindoestaanse vrouwen in Suriname. Tijdens het bezoek aan India werd met onder meer Mahatma Gandhi gesproken.
In 1921 deed de vereniging een verzoek om het verbod op ganja (cannabis) op te heffen en de import- en verkoopconcessie aan de vereniging toe te kennen.